# Bob Cranshaw
 (novembre 2022).
Si vous disposez d'ouvrages ou d'articles de référence ou si vous connaissez des sites web de qualité traitant du thème abordé ici, merci de compléter l'article en donnant les références utiles à sa vérifiabilité et en les liant à la section « Notes et références ».
Pour les articles homonymes, voir Cranshaw.
Bob Cranshaw, né Melbourne Robert Cranshaw le 10 décembre 1932 à Evanston dans l'Illinois et mort le 2 novembre 2016 à Manhattan, est un contrebassiste et bassiste américain de jazz. Il est surtout connu pour sa longue collaboration avec le saxophoniste Sonny Rollins.

## Biographie
Dans ses jeunes années, Bob Cranshaw commence par jouer au piano et à la batterie puis finalement choisit la contrebasse et le tuba au lycée. Bob Cranshaw est dans les années 1957 un des membres fondateurs de l'éphémère groupe MJT +3 de Walter Perkins au sein duquel intervient Frank Strozier au saxophone alto, Harold Mabern au piano, Willie Thomas à la trompette et Walter Perkins à la batterie. Bob Cranshaw commence à faire des tournées dès la fin des années 1950. 
La première collaboration avec Sonny Rollins a lieu en 1959 pour remplacer un bassiste de son groupe après avoir été recommandé par Perkins. Le groupe de Perkins qui est basé à Chicago, se dissout en 1962 et Cranshaw rejoint Rollins à New York la même année avec qui il enregistre notamment l'album The Bridge. Il collabore aussi avec Duke Pearson et entame en parallèle une participation à de nombreuses émissions de télévision comme bassiste dans l'orchestre de Billy Taylor, dans la série américaine 1, rue Sésame ou encore Saturday Night Live. Cranshaw a été un des premiers bassistes de jazz à échanger sa contrebasse pour une basse électrique. Les puristes du jazz le lui ont reproché mais il a cependant été contraint de le faire en raison d'une blessure résultant d'un accident de voiture.
Malgré sa faible notoriété auprès du grand public, Bob Cranshaw a cependant joué et enregistré au cours de sa longue carrière avec de nombreux artistes de premier plan, notamment Ella Fitzgerald, Dexter Gordon, Grant Green, Coleman Hawkins, Joe Henderson, Johnny Hodges, Freddie Hubbard, Bobby Hutcherson, J.J. Johnson, Jackie McLean, Hank Mobley, Thelonious Monk, James Moody, Lee Morgan, Wes Montgomery, Oscar Peterson, Buddy Rich, Kenny Barron, George Shearing, Wayne Shorter, Art Blakey, Horace Silver, Shirley Scott, Stanley Turrentine, McCoy Tyner, George Benson et Joe Williams.

### Divers
Bob Cranshaw apparaît aussi dans le documentaire de 90 minutes Blue Note - A Story of Modern Jazz sorti en 1997 et consacré au célèbre label de jazz.

## Discographie

### En sideman
| 1. Without a Song 2. Where Are You? 3. John S. 4. The Bridge 5. God Bless the Child 6. You Do Something to Me |

| 1. If Ever I Would Leave You 2. Jungoso 3. Bluesong 4. The Night Has a Thousand Eyes 5. Brown Skin Girl |

| 1. Oleo 2. Dearly Beloved 3. Doxy 4. You Are My Lucky Star 5. I Could Write a Book 6. There Will Never Be Another You |

| 1. Yesterdays 2. All the Things You Are 3. Summertime 4. Just Friends 5. Lover Man 6. At McKies' |

| 1. Now's the Time 2. Blue 'N' Bloogie 3. I Remember Clifford 4. 52nd Street Theme 5. St. Thomas 6. Round Midnight 7. Afternoon in Paris 8. Four |

| 1. Autumn Nocturne 2. Night and Day 3. Love Letters 4. My One and Only Love 5. Three Little Words 6. Trav'lin' Light 7. I'll Be Seeing You 8. My Ship 9. It Could Happen to You 10. Long Ago (and Far Away) 11. Winter Wonderland 12. When You Wish upon a Star |

| 1. Playin' in the Yard 2. Poinciana 3. The Everywhere Calypso 4. Keep Hold of Yourself 5. Skylark |

| 1. Pictures in the Reflection of a Golden Horn 2. Sais 3. Notes for Eddie 4. God Bless the Child 5. Lover Man 6. Good Morning Heartache |

| 1. The Cutting Edge 2. To a Wild Rose 3. First Moves 4. A House Is Not a Home 5. Swing Low, Sweet Chariot |

| 1. Lucille 2. Gwaligo 3. Are You Ready? 4. Azalea 5. Newkleus 6. Cosmet 7. My Reverie |

| 1. On Green Dolphin Street 2. Three Little Words 3. Mademoiselle De Paris 4. To a Wild Rose 5. There Will Never Be Another You |

| 1. No Problem 2. Here You Come Again 3. Jo Jo 4. Coconut Bread 5. Penny Saved 6. Illusions 7. Joyous Lake |

| 1. Reel Life 2. McGhee 3. Rosita's Best Friend 4. Sonny Side Up 5. My Little Brown Book 6. Best Wishes 7. Solo Reprise |

| 1. G-Man 2. Kim 3. Don't Stop the Carnival 4. Tenor Madness |

| 1. For All We Know 2. Tennessee Waltz 3. Little Girl Blue 4. Falling in Love with Love 5. I Should Care 6. Sister 7. Amanda |

| 1. Why Was I Born? 2. I Wish I Knew 3. Here's to the People 4. Doc Phil 5. Someone to Watch Over Me 6. Young Roy 7. Lucky Day 8. Long Ago (And Far Away) |

| 1. Darn That Dream 2. Where or When 3. My Old Flame 4. Times Slimes 5. I See Your Face Before Me 6. Delia 7. Prelude to a Kiss |

| 1. What a Difference a Day Made 2. Biji 3. They Say It's Wonderful 4. Mona Lisa 5. Cabin in the Sky 6. H.S. 7. I've Never Been in Love Before |

| 1. Island Lady 2. Echo-Side Blue 3. Global Warming 4. Mother Nature's Blues 5. Change Partners 6. Clear-Cut Boogie |

| 1. Salvador 2. Sweet Leilani 3. Did You See Harold Vick? 4. A Nightingale Sang in Berkeley Square 5. Charles M. 6. The Moon of Manakoora |

| 1. Without a Song 2. Global Warming 3. Introductions 4. A Nightingale Sang in Berkeley Square 5. Why Was I Born? 6. Where or When |

| 1. Sonny, Please 2. Someday I'll Find You 3. Nishi 4. Stairway to the Stars 5. Remembering Tommy 6. Serenade (Ballet Les Millions d'Arlequin) 7. Park Palace Parade |

| 1. Best Wishes 2. More Than You Know 3. Blossom 4. Easy Living 5. Tenor Madness 6. Nice Lady 7. Some Enchanted Evening |